# "Called Up Sent Down": The Bevin Boys' War
"Called Up Sent Down": The Bevin Boys' War là một cuốn sách về 20.000 cậu bé 18 tuổi được gửi đến làm việc trong các mỏ than trong Thế chiến thứ hai, được viết bởi Tom Hickman và được xuất bản lần đầu tiên bởi The History Press vào năm 2008, được tái bản lần thứ hai vào năm 2010.